# Grumman E-1 Tracer
Grumman E-1 Tracer – pierwszy samolot wczesnego ostrzegania należący do US Navy i zaprojektowany specjalnie do spełniania tego zadania.  Był wersją rozwojową Grumman S-2 Tracker i wszedł do służby w 1954, zastąpiony został przez E-2 Hawkeye na początku lat 70.
Pierwszym oznaczeniem samolotu jeszcze według starego systemu US Navy było WF, z czego wywodziła się jego potoczna nazwa „Willy Fudd”. S-2 Tracker, którego rozwinięciem był E-1, był wcześniej oficjalnie znany jako S2F, a popularnie jako „Stoof”, a drugą popularną nazwą E-1 było "Stoof with a Roof" (Stoof z dachem).